# 阿尔戈拉
阿尔戈拉，是西班牙卡斯蒂利亚-拉曼恰瓜达拉哈拉省的一个市镇。总面积47平方公里，总人口114人（2001年），人口密度2人/平方公里。